# Villafeile
Villafeile es una localidad española perteneciente al municipio de Balboa, en la provincia de León, comunidad autónoma de Castilla y León. Se encuentra en la comarca de El Bierzo, a unos 4,9 km de Balboa. Se habla castellano y gallego.

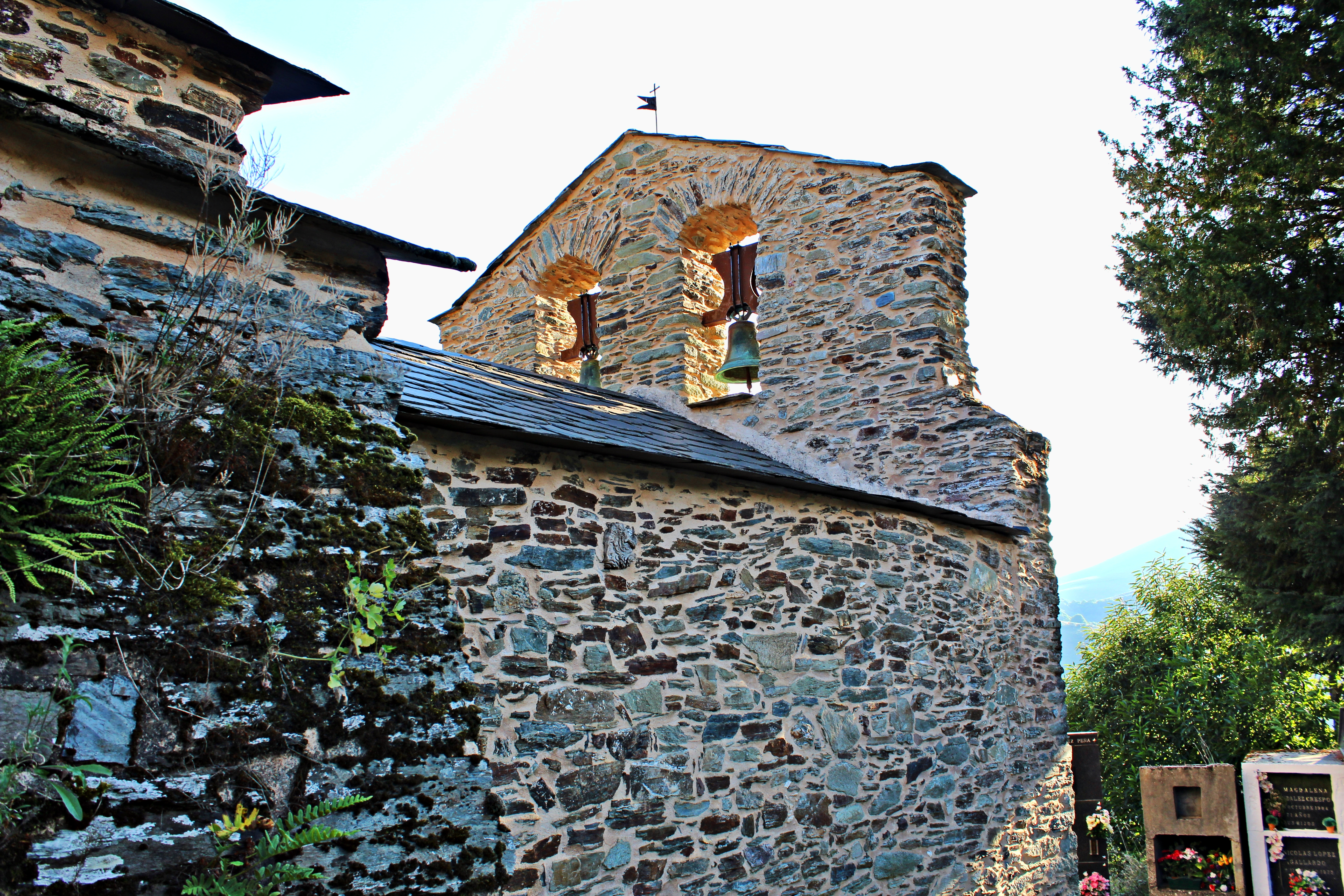
Campanario de Villafeile

## Comunicaciones
- Carretera: CV-125-4 -> LE-723 -> CV-7